# Sanni Utriainen
Sanni Marja Anniina Utriainen (née le 5 février 1991) est une athlète finlandaise, spécialiste du lancer de javelot.
Elle mesure 1,70 m pour 64 kg. Son club est le Nokian Urheilijat.
Avec un record personnel de 54,80 m obtenu lors de la Coupe d'Europe hivernale des lancers à Arles, le 21 mars 2010, elle devient l'été suivant Championne du monde junior à Moncton au 6e et dernier lancer.